# ChouCho the BEST
『ChouCho the BEST』（ちょうちょ・ザ・ベスト）は、ChouChoの2枚目のベストアルバム。2021年12月8日にLantisから発売された。

## 概要
- デビュー10周年を記念して発売したベストアルバムで、これまでにアニメやゲームの主題歌や挿入歌に起用されたシングル曲のほか、声優・シンガーソングライターの仲村宗悟への提供曲「Here comes The SUN」のセルフカバー、書き下ろしの新曲「Aurorise（オーロライズ）」を収録している[4][5]。
- 各ディスクはテーマで別けられており、Disc 1は『朝や昼をイメージした曲』、Disc 2は『夕暮れや夜をイメージした曲』がまとめられている。また様々なタイプの楽曲が収録されているためサウンド感の変化が激しくならないよう、前の曲のアウトロから次の曲のイントロへの繋がりが自然に聴こえる曲順を目指して何度もチェックが重ねられた[5]。
- パッケージ版はCD+Blu-rayの『初回限定盤』（LACA- 39862～39863）、CDのみの『通常盤』（LACA- 9862）の2種類で発売。『初回限定盤』のBlu-rayには、2021年7月に行われたオンライン配信ライブ『ChouCho 10th Anniversary Online Live』の模様を収録。またパッケージ版の両形態には、本作を提げ2022年6月に東京と大阪で行われる予定のワンマンライブ『ChouCho 10th Anniversary Tour 〜ChouCho the BEST〜』のチケット最速先行予約情報が封入されている[4]。

## 収録内容

### CD

#### Disc 1
1. Aurorise
作詞・作曲：ChouCho　 編曲：村山☆潤
新規書き下しの新曲。
2. 優しさの理由
作詞：こだまさおり　作曲・編曲：宮崎誠
4thシングル
TVアニメ『氷菓』オープニングテーマ
3. Here comes The SUN
作詞・作曲：ChouCho 　編曲：村山☆潤
仲村宗悟への提供曲のセルフカバー。原曲はTVアニメ『厨病激発ボーイ』EDテーマ。
4. Elemental World
作詞：ChouCho　作曲・編曲：AstroNoteS
14thシングル
TVアニメ『政宗くんのリベンジ』エンディングテーマ
5. Authentic symphony
作詞：こだまさおり　作曲・編曲：虹音
2ndシングル
TVアニメ『ましろ色シンフォニー』オープニングテーマ
6. 風のソルフェ
作詞・作曲：ChouCho 　編曲：村山☆潤
配信シングル
TVアニメ『ツルネ -風舞高校弓道部-』挿入歌
7. 明日の君さえいればいい。
作詞：松井洋平　作曲・編曲：yuxuki waga
16thシングル
TVアニメ『妹さえいればいい。』オープニングテーマ
8. 夏の日と君の声
作詞：ChouCho　作曲・編曲：渡辺拓也
9thシングル
TVアニメ『グラスリップ』オープニングテーマ
9. ハルモニア
作詞・作曲：rino　編曲：虹音
3rdシングル
OVA『英雄伝説 空の軌跡 THE ANIMATION』エンディングテーマ
10. フロンティア
作詞・作曲：ChouCho　 編曲：村山☆潤
コラボレーションシングル「Still a long way to go」収録曲
Nintendo Switch 『ガールズ＆パンツァー ドリームタンクマッチDX』主題歌
11. DreamRiser
作詞：こだまさおり　作曲：rino　編曲：h-wonder
5thシングル
TVアニメ『ガールズ&パンツァー』オープニングテーマ
12. なないろのたね
作詞・作曲：ChouCho　 編曲：村山☆潤
19thシングル
特撮ドラマ『ウルトラマントリガー NEW GENERATION TIGA』第1クールエンディングテーマ

#### Disc 2
1. kaleidoscope
作詞・作曲：ChouCho 　編曲：村山☆潤
15thシングル
『劇場版Fate/kaleid liner プリズマ☆イリヤ 雪下の誓い』主題歌
2. BLESS YoUr NAME
作詞：松井洋平　作曲・編曲：倉内達矢
10thシングル
TVアニメ『ハイスクールD×D BorN』オープニングテーマ
3. 灰色のサーガ
作詞・作曲：ChouCho 　編曲：村山☆潤
18thシングル
TVアニメ『魔女の旅々』エンディングテーマ
4. オレンジ色
作詞・作曲：藤井万利子　編曲：村山☆潤
17thシングル
TVアニメ『ツルネ -風舞高校弓道部-』エンディングテーマ
5. 空想トライアングル
作詞：ChouCho　作曲・編曲：中山真斗
12thシングル
TVアニメ『ハルチカ～ハルタとチカは青春する～』エンディングテーマ
6. Asterism
作詞：ChouCho　作曲・編曲：AstroNoteS
13thシングル
TVアニメ『Fate/kaleid liner プリズマ☆イリヤ ドライ!!』オープニングテーマ
7. 空とキミのメッセージ
作詞：こだまさおり　作曲・編曲：矢吹香那
6thシングル
TVアニメ『翠星のガルガンティア』エンディングテーマ
8. あの空に還る未来で
作詞：こだまさおり　作曲・編曲：矢鴇つかさ（Arte Refact）
8thシングル
TVアニメ『バディ・コンプレックス』エンディングテーマ
9. 薄紅の月
作詞・作曲：ChouCho　編曲：村山☆潤
15thシングル
『劇場版Fate/kaleid liner プリズマ☆イリヤ 雪下の誓い』主題歌
10. starlog
作詞：松井洋平　作曲・編曲：川本新
7thシングル
TVアニメ『Fate/kaleid liner プリズマ☆イリヤ』オープニングテーマ
11. カワルミライ
作詞：こだまさおり　作曲・編曲：中山真斗
1stシングル
TVアニメ『神様のメモ帳』オープニングテーマ
12. piece of youth
作詞：ChouCho　作曲・編曲：酒井陽一
11thシングル
『ガールズ&パンツァー 劇場版』主題歌

### Blu-ray（初回限定盤）
「ChouCho 10th Anniversary Online Live」
1. DreamRiser
2. kaleidoscope
3. 灰色のサーガ
4. なないろのたね
5. 優しさの理由
6. カワルミライ